# منتخب ويلز لكرة القدم
منتخب ويلز لكرة القدم (بالويلزية: Tîm pêl-droed cenedlaethol Cymru) و(بالإنجليزية: Wales national football team)‏ هو ممثل ويلز الرسمي في رياضة كرة القدم ويشرف عليه اتحاد ويلز لكرة القدم، لعب امام منتخب إسكتلندا لكرة القدم في أول مباراة دولية عام 1876.
وكان أكبر فوز لها نتيجة 11-0 ضد ايرلندا 3 مارس عام 1888
وأكبر خسارة لها هي في 23 مارس 1878 ضد اسكتلندا
ومن أشهر لاعبيها هو غاريث بيل الذي انضم لنادي ريال مدريد سنة 2013 وآرون رامزي لاعب نادي آرسنال الإنجليزي والأشهر هو راين غيغز لاعب مانشستر يونايتد السابق.

## التاريخ

تقرير كارديف تايمز عن أول مباراة تنافسية في ويلز ضد اسكتلندا في عام 1876.

لعبت ويلز أول مباراة تنافسية لها في 25 مارس 1876 ضد اسكتلندا في غلاسكو، مما يجعلها ثالث أقدم فريق كرة قدم دولي في العالم. على الرغم من أن الاسكتلنديين فازوا بالمباراة الأولى 4-0، إلا أن مباراة الإياب كانت مخططة في ويلز في العام التالي، وهكذا كانت أول مباراة دولية لكرة القدم على أرض ويلز تمت في مضمار السباق، ريكسهام، في 5 مارس 1877. اسكتلندا استطاعت الفوز 2-0. مباراة ويلز الأولى ضد إنجلترا جاءت في 1879، هزيمة بنتيجة 2-1 في كينينجتون أوفال، لندن. وفي عام 1882، واجه ويلز أيرلندا للمرة الأولى ، ففاز 7-1 في ريكسهام.

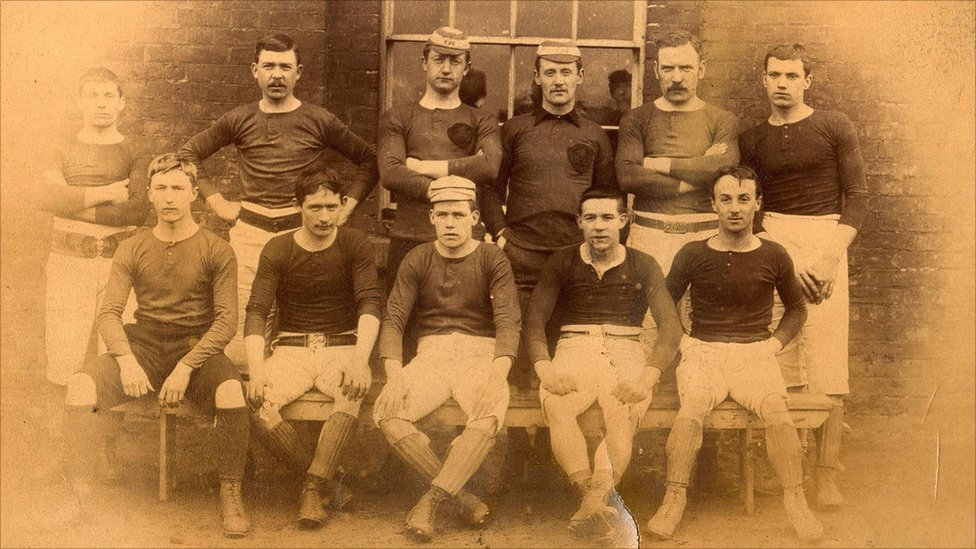
فريق منتخب ويلز 1887.

اجتمعت جمعيات منظمة الأمم المتحدة الأربعة في مانشستر في 6 ديسمبر 1882 لوضع مجموعة من القواعد العالمية. وشهد هذا الاجتماع إنشاء مجلس الاتحاد الدولي لكرة القدم(IFAB) للموافقة على تغييرات في القواعد، وهي مهمة لا تزال الجمعيات الأربع تؤديها حتى يومنا هذا. شهد موسم 1883-84 تشكيل بطولة British Home Championship، وهي بطولة تم لعبها سنويًا بين إنجلترا واسكتلندا وأيرلندا وويلز، حتى 1983-1984. ويلز كان البطل في 12 مناسبة ، فاز سبع مرات في الوقت الذي تقاسم اللقب خمس مرات.
أصبح الاتحاد الإنجليزي لكرة القدم عضوا في الاتحاد الدولي لكرة القدم (فيفا) في عام 1906، لكن العلاقة بين الاتحاد الدولي لكرة القدم والاتحادات البريطانية كانت مشحونة وانسحبت الولايات المتحدة من الفيفا في عام 1928 في نزاع حول المدفوعات للاعبين الهواة. نتيجة لذلك، لم يدخل ويلز أول ثلاث بطولات لكأس العالم. في عام 1932، استضافت ويلز جمهورية أيرلندا، وهي المرة الأولى التي تلعب فيها ضد فريق من خارج الدول الأربع. بعد عام واحد، لعب ويلز مباراة خارج المملكة المتحدة للمرة الأولى عندما سافر إلى باريس للعب فريق فرنسا الوطني لكرة القدم في مباراة تعادل 1-1. بعد الحرب العالمية الثانية، انضمت ويلز إلى جانب الدول الثلاث الأخرى إلى الاتحاد الدولي لكرة القدم (الفيفا) عام 1946، وشاركت في التصفيات لكأس العالم عام 1950، وتم اختيار بطولات 1949-50 في بطولات التأهل. كان الفريقان الأولان يتأهلان لنهائيات كأس العالم في البرازيل، لكن ويلز كانت في قاع المجموعة.

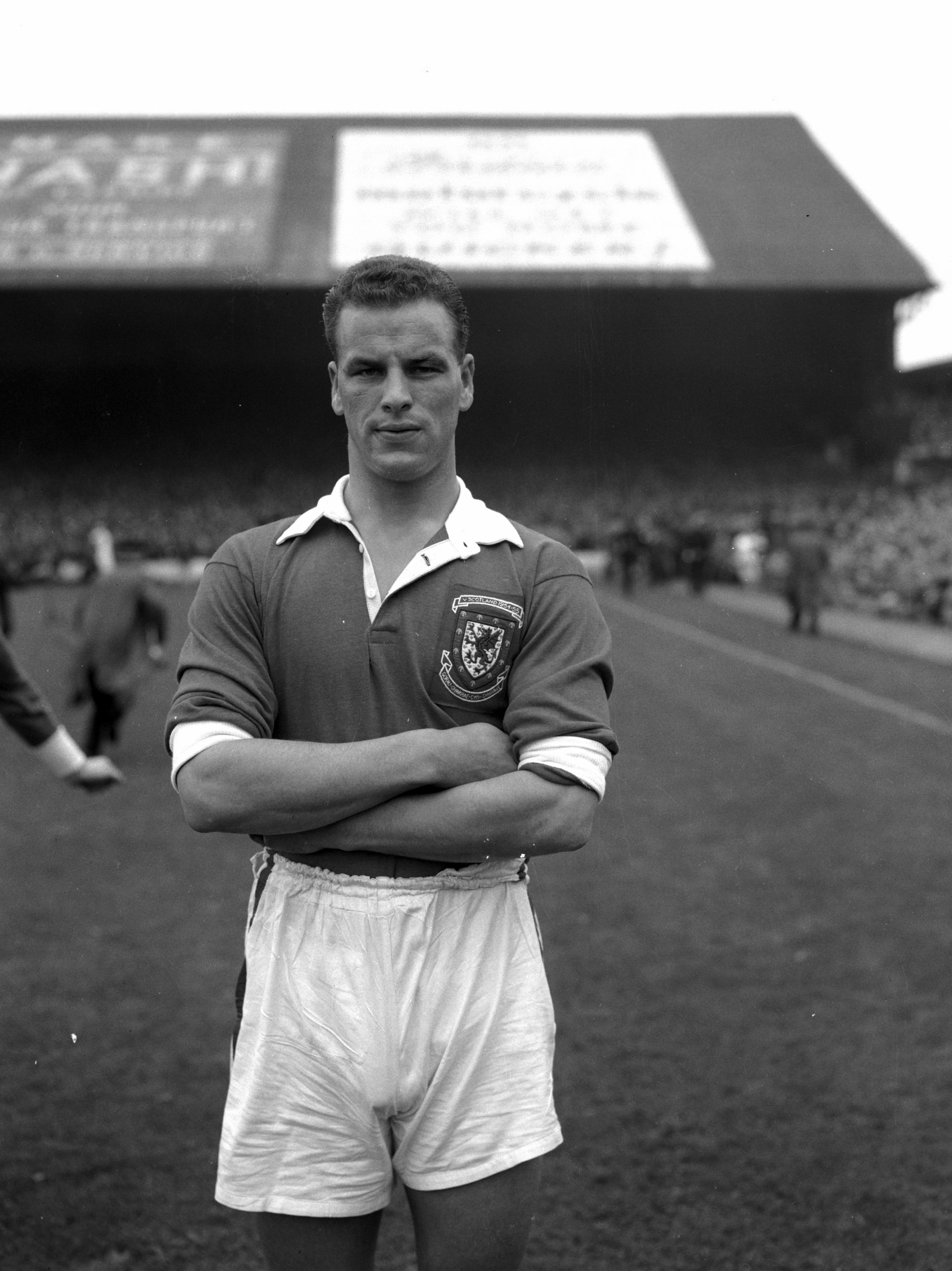

### كأس العالم 1958
كانت فترة الخمسينيات من القرن العشرين بمثابة عصر ذهبي للكرة الويلزية مع نجوم مثل إيفور ألتشرش وكليف جونز وألف شيروود وجاك كلسي وتريفور فورد وروني بيرجس وتيري ميدوين وجون تشارلز.
قدمت ويلز نهائيات كأس العالم فقط في نهائيات كأس العالم 1958 في السويد. ومع ذلك ، كان طريقهم إلى التأهيل غير عادي. بعد أن احتل المركز الثاني لتشيكوسلوفاكيا في المجموعة الرابعة المؤهلة، بدا أن الجيل الذهبي من كرة القدم الويلزية الذي يديره جيمي مورفي قد أهدر التأهل، لكن سياسات الشرق الأوسط تدخلت فيما بعد. في منطقة التصفيات الآسيوية / الأفريقية، رفضت مصر والسودان اللعب ضد إسرائيل في أعقاب أزمة السويس، بينما أصرت إندونيسيا على مقابلة إسرائيل على أرض محايدة. ونتيجة لذلك، أعلن الاتحاد الدولي لكرة القدم (فيفا) عن فوز إسرائيل في مجموعتهم. ومع ذلك، لم يرغب الاتحاد الدولي لكرة القدم (فيفا) في التأهل إلى نهائيات كأس العالم دون أن يلعب في الواقع مباراة، وبالتالي تم استقطاب الكثير من الفرق الثانية في الاتحاد الأوروبي. تم سحب المنتخب البلجيكي أولاً، لكنه رفض المشاركة، ومن ثم تم استبعاد ويلز ومنحها مباراة مباراتي ذهاب وإياب ضد إسرائيل مع مكان في السويد للفائزين. بعد فوزه على إسرائيل 2-0 في ملعب رامات غان و2–0 في نينيان بارك، انتقل كارديف، ويلز إلى بطولة كأس العالم للمرة الأولى وحاليًا.
ترك الفريق الويلزي القوي بصمته في السويد، مستفيداً من جميع المباريات في مجموعته أمام المجر والمكسيك والسويد قبل هزيمة المجر في مباراة فاصلة للوصول إلى الدور ربع النهائي أمام البرازيل. إلا أن فرص ويلز في الفوز على البرازيل أعاقت بسبب إصابة جون تشارلز التي أبعدته عن المباراة. خسر ويلز 1-0 مع بيليه البالغ من العمر 17 عامًا وسجل أول هدف دولي له. الهدف جعل بيليه أصغر هداف لكأس العالم وفازت البرازيل بالفوز بالبطولة.
كانت حملة ويلز الرائعة في السويد موضوع الكتاب الأكثر مبيعاً عندما كان بيليه يكسر قلوبنا: ويلز وكأس العالم 1958 (بواسطة ماريو ريسولي ، مطبعة سانت ديفيد) التي نُشرت في الذكرى الأربعين لكأس العالم وكان أيضًا مصدر إلهام للفيلم الوثائقي المرشح من Bafta Cymru Cymru-nominated documentary.

## قمصان المنتخب عبر التاريخ

### كأس أوروبا
| يورو 2016 (أساسي) | يورو 2016 (احتياطي) |

## الملعب

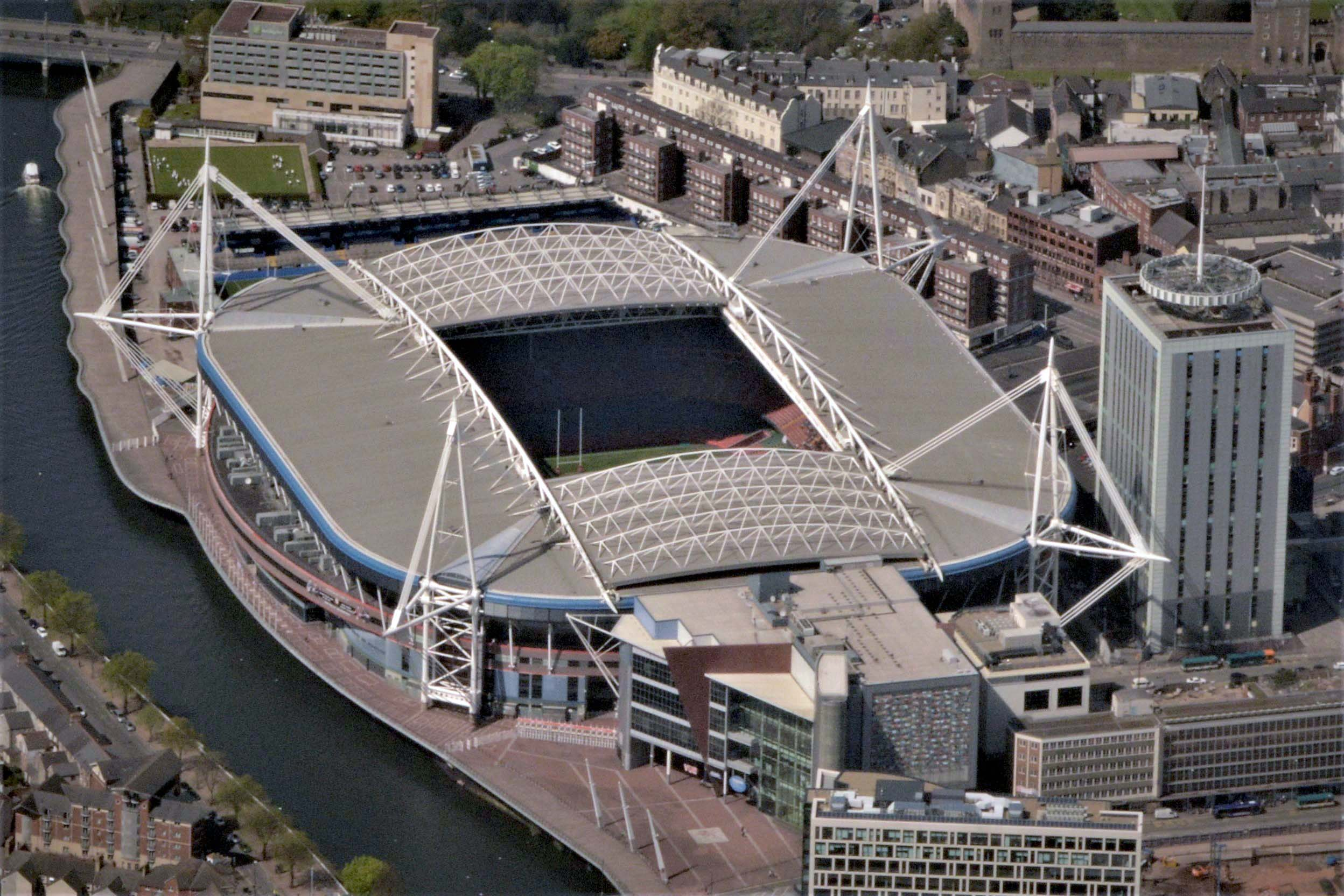
ملعب الألفية، كارديف

من عام 2000 إلى عام 2009 ، لعبت ويلز معظم مبارياتها على أرضها في ملعب الألفية، كارديف. تم بناء الملعب في عام 1999 في موقع الملعب الوطني القديم، المعروف باسم كارديف أرمز بارك ، حيث تم اختيار اتحاد الرغبي الويلزي (وي أر يو) لاستضافة كأس العالم للرغبي 1999. قبل عام 1989 ، لعبت ويلز مبارياتها على أرضها على أرض كارديف سيتي، سوانزي سيتي وريكسهام ، ولكن بعد ذلك توصل إلى اتفاق مع وي أر يو لاستخدام كارديف آرمز بارك، وبعد ذلك ملعب الألفية.
كانت أول مباراة كرة قدم لويلز في ملعب الألفية ضد فنلندا في 29 مارس 2000. فاز الفنلنديون بالمباراة 2-1 ، حيث أصبح ياري ليتمانن أول لاعب يسجل هدفا في الملعب. سجل ريان جيجز هدف ويلز في المباراة، ليصبح أول ويلزي يسجل في الملعب.
مع افتتاح ملعب كارديف سيتي في عام 2009 ، اختار فاو تنظيم معظم المباريات الودية على أرضه هناك ، مع مباريات ودية أخرى لعبت في ملعب ليبرتي في سوانسي (المعروف الآن باسم ستاد الحرية) و ملعب مضمار السباق في ريكسهام. استمرت مباريات التصفيات في ملعب الألفية الذي يتسع لـ74500 متفرج حتى نهاية عام 2009 ، والذي كان عادة ممتلئا بنسبة 20-40٪ فقط وسط نتائج الفريق السيئة. أدى ذلك إلى دعوات من المشجعين واللاعبين لإقامة المباريات الدولية في ملاعب أصغر. بالنسبة لحملة تصفيات يورو 2012 ، قرر الاتحاد أن تلعب ويلز جميع مبارياتها على أرضها إما في ملعب كارديف سيتي أو ملعب ليبرتي ، باستثناء المباراة على أرضها ضد إنجلترا ، والتي لعبت في ملعب الألفية. شهدت تصفيات كأس العالم 2014 أربع مباريات على أرضه في ملعب كارديف سيتي وواحدة في ستاد الحرية. تمت زيادة سعة ملعب كارديف سيتي إلى 33000 في عام 2014 وجميع المباريات على أرضه تصفيات بطولة أمم أوروبا 2016 كانت مقررة في الملعب وتأهلت ويلز بعد ذلك لبطولة النهائيات في فرنسا. أقيمت جميع التصفيات الخمسة على أرضه  كأس العالم 2018 في الملعب بالإضافة إلى مباراتي الفريق على أرضه دوري الأمم الأوروبية 2018–19. جميع المباريات على أرضه في تصفيات بطولة أمم أوروبا 2020 جرت هناك أيضا. لعبت مباراة ودية ضد إسبانيا في ملعب الألفية في 11 أكتوبر 2018 ، والتي كانت أول مباراة لويلز على الملعب منذ ما يزيد قليلا عن سبع سنوات ونصف ، وانتهت بهزيمة 4-1. في 20 مارس 2019 ، لعبت ويلز مباراة ودية ضد ترينيداد وتوباغو في ملعب مضمار السباق ، وهي أول مباراة لها هناك منذ عام 2008.

## اللاعبون

### التشكيلة الحالية
- تم الإعلان عن هذه القائمة للمشاركة في كأس العالم 2022.[5]

| الرقم | المركز | اللاعب        | تاريخ الميلاد (العمر)     | لعب | سجل | النادي                   |
| ----- | ------ | ------------- | ------------------------- | --- | --- | ------------------------ |
|       | حارس   | واين هينيسي   | 24 يناير 1987 (العمر 35)  | 106 | 0   | نوتينغهام فورست          |
|       | حارس   | داني وارد     | 22 يونيو 1993 (العمر 29)  | 26  | 0   | ليستر سيتي               |
|       | حارس   | آدم ديفيز     | 17 يوليو 1992 (العمر 30)  | 3   | 0   | شيفيلد يونايتد           |
|       |        |               |                           |     |     |                          |
|       | دفاع   | كريس غنتر     | 21 يوليو 1989 (العمر 33)  | 109 | 0   | إيه أف سي ويمبلدون       |
|       | دفاع   | بن دافيس      | 24 أبريل 1993 (العمر 29)  | 74  | 1   | توتنهام هوتسبير          |
|       | دفاع   | كونور روبرتس  | 23 سبتمبر 1995 (العمر 27) | 41  | 3   | بيرنلي                   |
|       | دفاع   | إيثان أمباديو | 14 سبتمبر 2000 (العمر 22) | 37  | 0   | سبيزيا                   |
|       | دفاع   | كريس ميفام    | 5 نوفمبر 1997 (العمر 25)  | 33  | 0   | بورنموث                  |
|       | دفاع   | جو رودون      | 22 أكتوبر 1997 (العمر 25) | 30  | 0   | ستاد رين                 |
|       | دفاع   | نيكو ويليامس  | 13 أبريل 2001 (العمر 21)  | 23  | 2   | نوتينغهام فورست          |
|       | دفاع   | توم لوكيير    | 3 ديسمبر 1994 (العمر 27)  | 14  | 0   | لوتون تاون               |
|       | دفاع   | بن كابانجو    | 30 مايو 2000 (العمر 22)   | 5   | 0   | سوانزي سيتي              |
|       |        |               |                           |     |     |                          |
|       | وسط    | آرون رامزي    | 26 ديسمبر 1990 (العمر 31) | 75  | 20  | نيس                      |
|       | وسط    | جو ألين       | 14 مارس 1990 (العمر 32)   | 72  | 2   | سوانزي سيتي              |
|       | وسط    | هاري ويلسون   | 22 مارس 1997 (العمر 25)   | 39  | 5   | فولهام                   |
|       | وسط    | جوني ويليامز  | 9 أكتوبر 1993 (العمر 29)  | 33  | 2   | سويندون تاون             |
|       | وسط    | جو موريل      | 3 يناير 1997 (العمر 25)   | 30  | 0   | بورتسموث                 |
|       | وسط    | ماثيو سميث    | 22 نوفمبر 1999 (العمر 22) | 19  | 0   | ميلتون كينز دونز         |
|       | وسط    | ديلان ليفيت   | 17 نوفمبر 2000 (العمر 22) | 13  | 0   | دندي يونايتد             |
|       | وسط    | روبن كولويل   | 27 أبريل 2002 (العمر 20)  | 7   | 1   | كارديف سيتي              |
|       | وسط    | سوربا توماس   | 25 يناير 1999 (العمر 23)  | 6   | 0   | هدرسفيلد تاون            |
|       |        |               |                           |     |     |                          |
|       | هجوم   | غاريث بيل     | 16 يوليو 1989 (العمر 33)  | 108 | 40  | لوس أنجلوس (قائد الفريق) |
|       | هجوم   | دانيال جيمس   | 10 نوفمبر 1997 (العمر 25) | 38  | 5   | فولهام                   |
|       | هجوم   | كيفر مور      | 8 أغسطس 1992 (العمر 30)   | 28  | 9   | بورنموث                  |
|       | هجوم   | برينان جونسون | 23 مايو 2001 (العمر 21)   | 15  | 2   | نوتينغهام فورست          |
|       | هجوم   | مارك هاريس    | 29 ديسمبر 1998 (العمر 23) | 5   | 0   | كارديف سيتي              |

## الاحصائيات
آخر تحديث 21 نوفمبر 2022. (اللاعبون النشطون بالخط الغليظ):

### اللاعبون الأكثر مشاركة

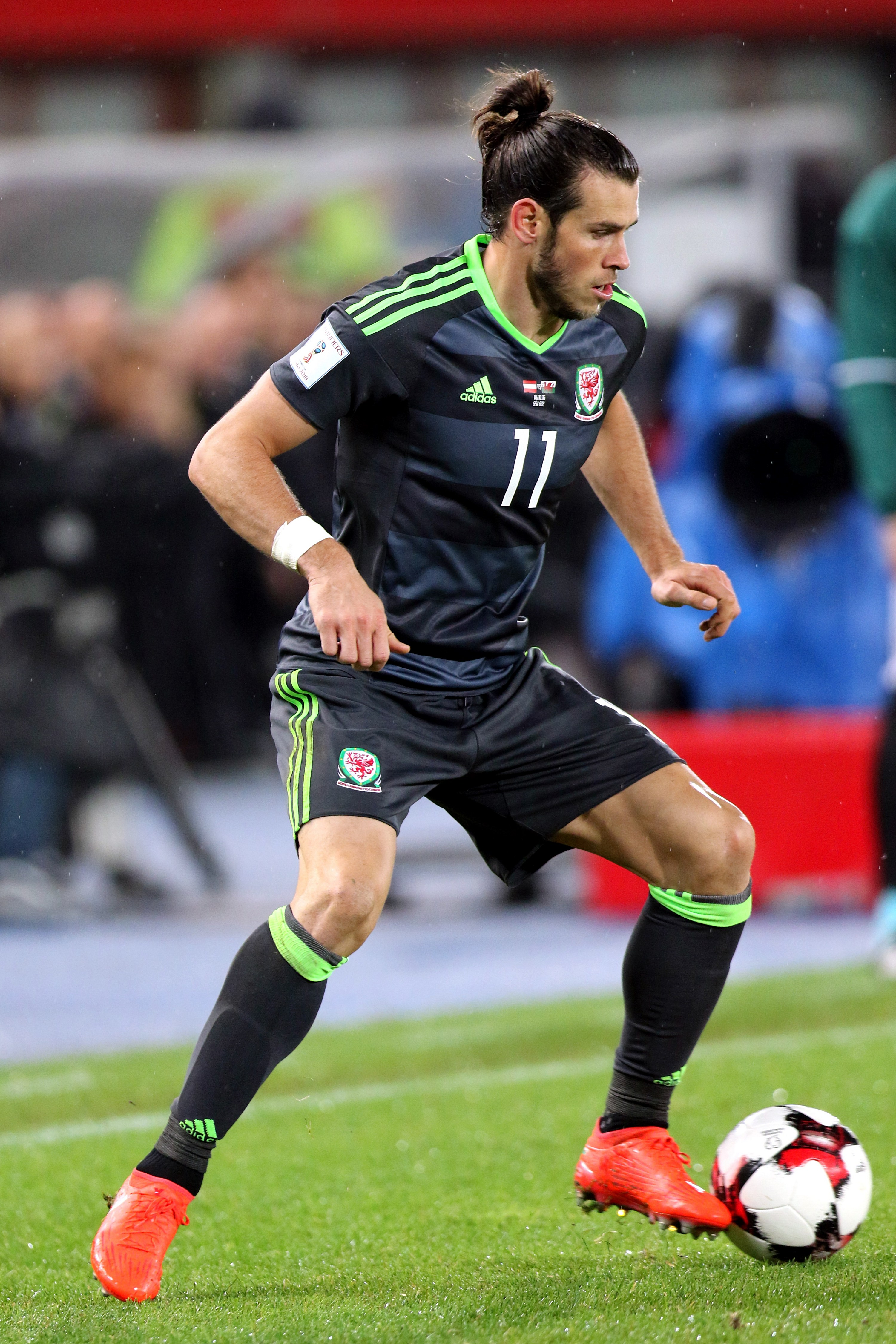
غاريث بيل أكثر لاعب مشاركة وتسجيلاً للأهداف في تاريخ منتخب ويلز برصيد 41 هدف، و111 مشاركة.

| # | الاسم         | المباريات | الأهداف | مسيرته        |
| - | ------------- | --------- | ------- | ------------- |
| 1 | غاريث بيل     | 111       | 41      | 2006–2022     |
| 2 | كريس غنتر     | 109       | 0       | 2007–2022     |
| 3 | واين هينيسي   | 108       | 0       | 2007–حتى الآن |
| 4 | نيفيل ساوثهول | 92        | 0       | 1982–1997     |
| 5 | أشلي ويليامز  | 86        | 2       | 2008–2019     |
| 6 | غاري سبيد     | 85        | 7       | 1990–2004     |
| 7 | كريغ بيلامي   | 78        | 19      | 1998–2013     |
| 7 | آرون رامزي    | 78        | 20      | 2008–حتى الآن |
| 8 | جو ليدلي      | 77        | 4       | 2005–2018     |
| 8 | بن دافيس      | 77        | 1       | 2012–حتى الآن |

### الأكثر تسجيلاً للأهداف
| # | اللاعب            | الأهداف | المباريات | النسبة | مسيرته        |
| - | ----------------- | ------- | --------- | ------ | ------------- |
| 1 | غاريث بيل (قائمة) | 41      | 111       | 0.37   | 2006–2022     |
| 2 | إيان راش          | 28      | 73        | 0.38   | 1980–1996     |
| 3 | تريفور فورد       | 23      | 38        | 0.61   | 1947–1957     |
| 3 | إيفور ألتشورتش    | 23      | 68        | 0.34   | 1951–1966     |
| 5 | دينيسي سوندرز     | 22      | 75        | 0.29   | 1986–2001     |
| 6 | آرون رامزي        | 20      | 78        | 0.26   | 2008–حتى الآن |
| 7 | كريغ بيلامي       | 19      | 78        | 0.24   | 1998–2013     |
| 8 | روبرت إيرنشو      | 16      | 59        | 0.27   | 2002–2011     |
| 8 | كليف جونز         | 16      | 59        | 0.27   | 1954–1970     |
| 8 | مارك هيوز         | 16      | 72        | 0.22   | 1984–1999     |

## وصلات خارجية
- قائمة بيانات المنتخب من الموقع الرسمي للفيفا باللغة العربية
- الموقع الرسمي